# Villa Aymoré

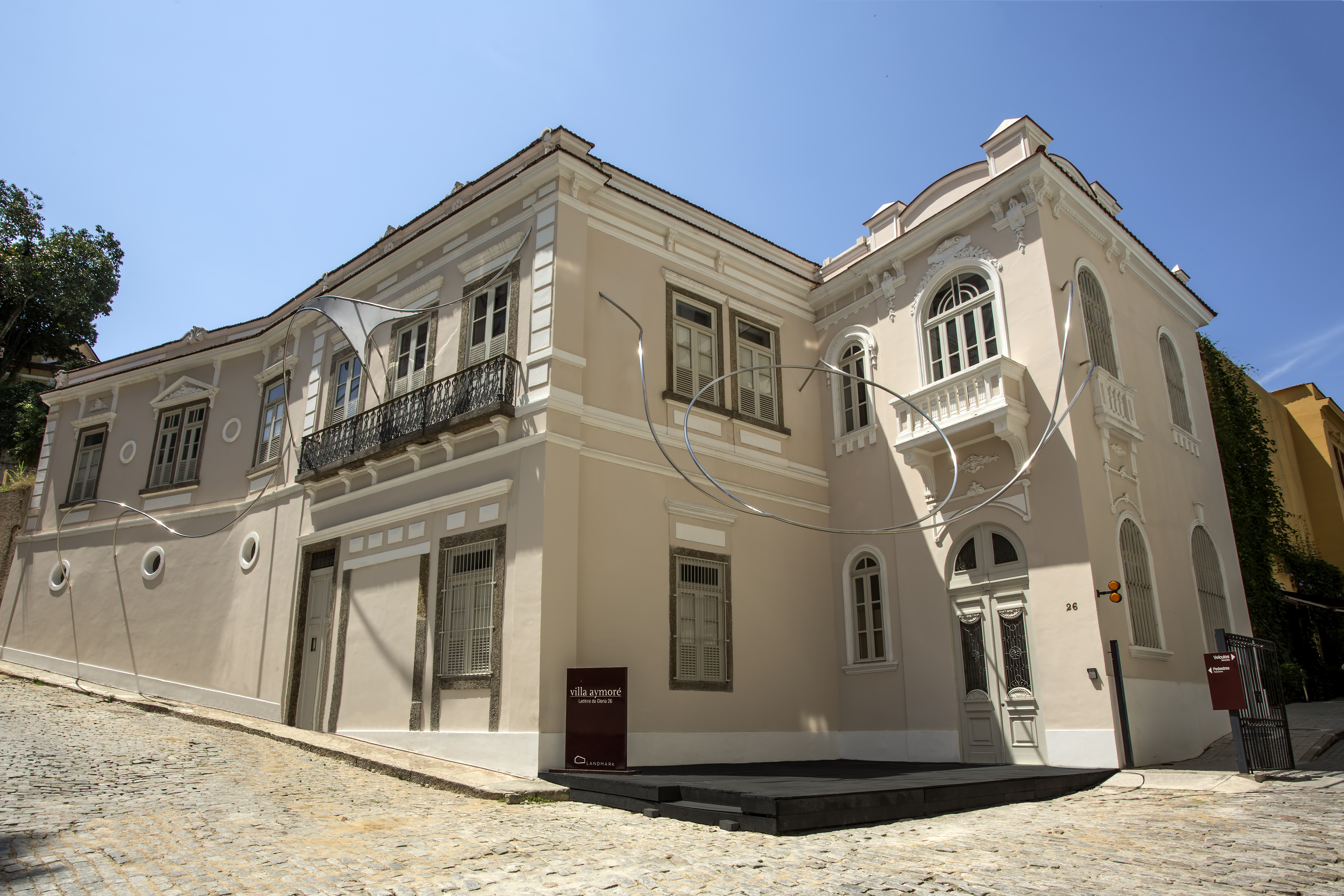
Vista da fachada da Villa Aymoré, e obra da Iole de Freitas. Foto por Sérgio Araújo, 2016.

Villa Aymoré é um complexo histórico fundada no início do século XX, inicialmente com uma proposta residencial. Atualmente, funciona um condomínio de escritórios e espaço cultural dedicados à arte contemporânea. Nela, se encontra a Galeria Aymoré, espaço expositivo de encontros entre o Arte Clube Jacaranda e o Instituto PIPA.

## História

### Do Estabelecimento da Cidade aos Tempos do Império (1555 – 1857)
O local da Villa Aymoré é um dos mais antigos da cidade do Rio de Janeiro, em um morro que foi ocupado pelos franceses desde 1555, com ajuda dos índios tupinambás. Nesse morro que inicialmente se chamou morro do Leripe, foi construído uma fortificação francesa, nomeada de Uruçumirim, com o intuito de criar a França Antártica. A retomada do morro pelos portugueses – com apoio dos índios temiminós, sob comando de Arariboia – desencadeou uma batalha sangrenta que resultou à morte do fundador da cidade, Estácio de Sá.

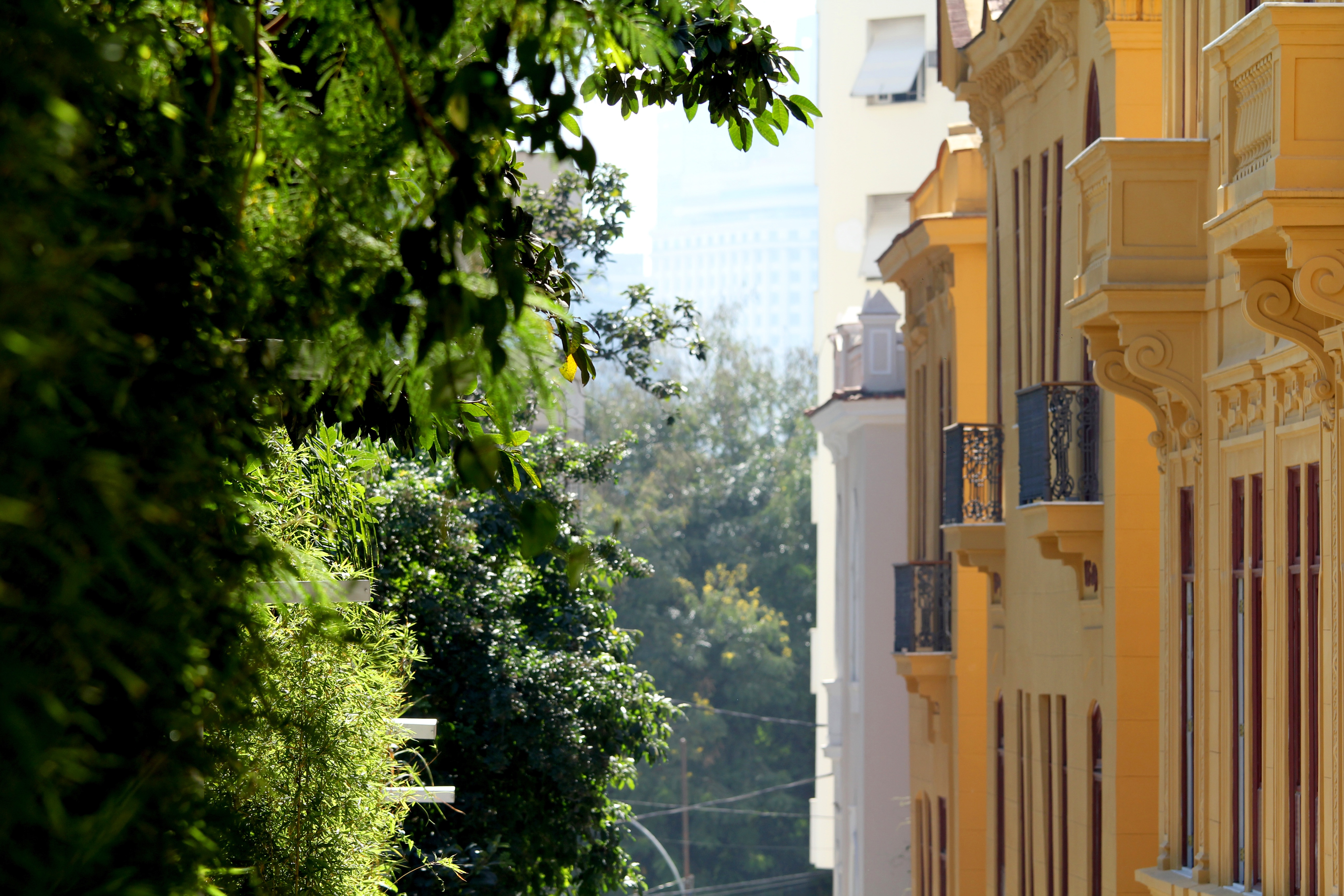
Detalhe da Villa Aymoré, após sua reforma. Foto por Pedro Sias, 2016.

Hoje em dia essa localização é conhecida como o morro da Glória, e foi nele onde se estabeleceu a Igreja da Nossa Senhora da Glória do Outeiro, em 1714 (com inauguração em 1730). Após a edificação da Igreja, a irmandade da Glória comprou terrenos próximos, como consta na escritura de 27 de abril de 1752 (1o Ofício de Notas), que incluiu um sobrado dentro de chácara e casa na frente, onde atualmente se encontra a Villa Aymoré. Desde então, a chácara fez parte do conjunto da Irmandade de Nossa Senhora da Glória, possivelmente como parte dos aposentos das freiras. Contudo, a casa pertenceu à Viana Jacome Ribeiro da Costa e sua esposa, Helena da Conceição, cujo filho, Joaquim José Ribeiro da Costa, passou à viver no endereço após seu casamento, até seu falecimento em 1809.

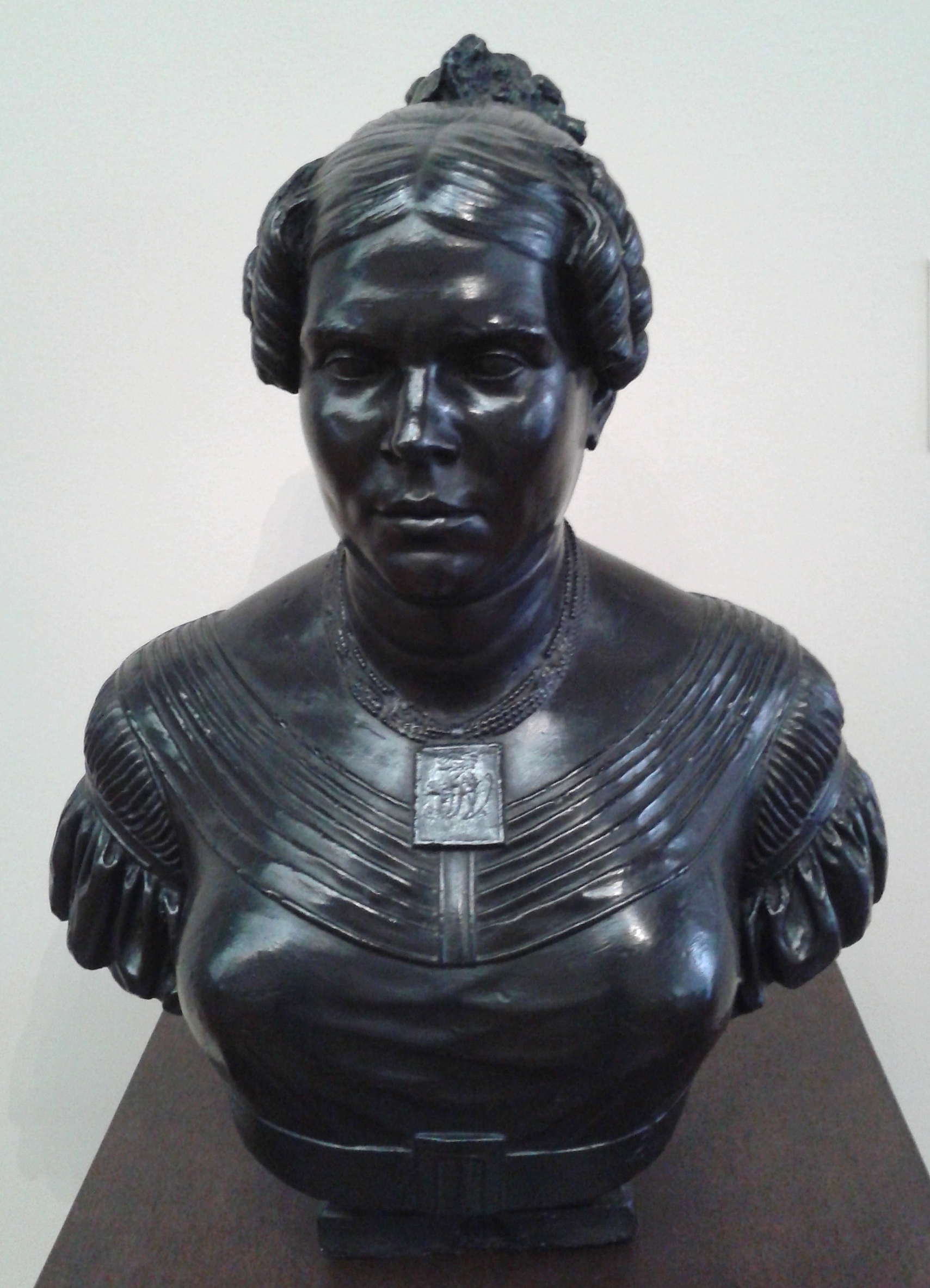
Busto da Baronesa de Sorocaba por Marc Ferrez. Antiga proprietária do imóvel na Ladeira da Glória, onde atualmente fica a Villa Aymoré.

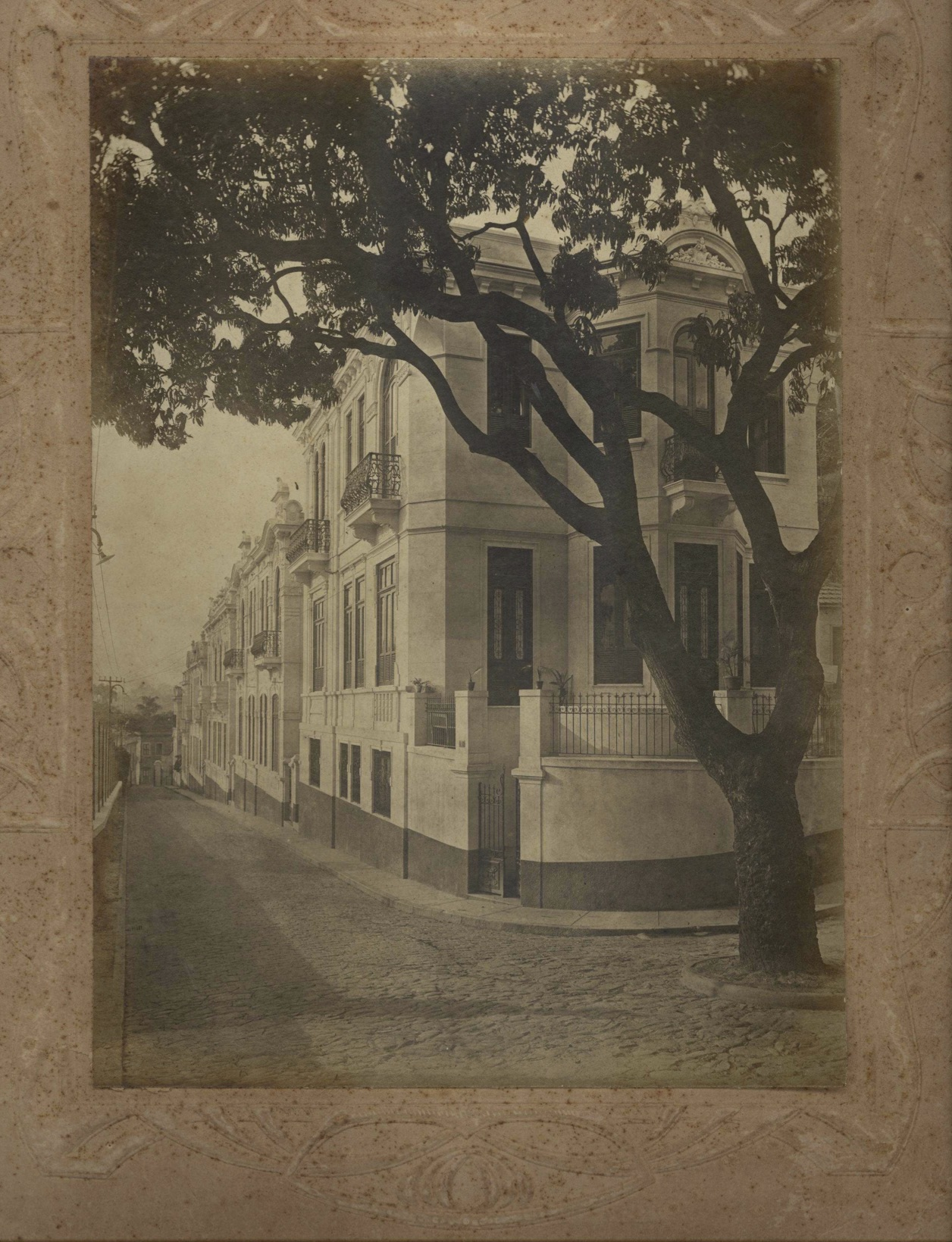
Vista da Casa X, Villa Aymoré. Sem data.

Não se sabe ao certo, em que momento, a aquisição do sobrado de Ribeiro da Costa pelo militar lusitano Boaventura Delfim Pereira, que veio ao Rio de Janeiro em 1810. Casou-se em 1812 com Maria Benedita de Castro Canto e Melo – irmã de Domitila, famosa amante de D. Pedro I. Sua trajetória militar o levou à honrosas nomeações, até que em 1826 foi condecorado como Barão de Sorocaba, ao lado de sua esposa. O casal teve oito filhos, porém o sétimo, Rodrigo Delfim Pereira, nascido no Rio de Janeiro em 1823, era filho ilegítimo de Ribeiro da Costa. Foi-se provado que a criança teve paternidade biológica do próprio Imperador do Brasil, D. Pedro I.

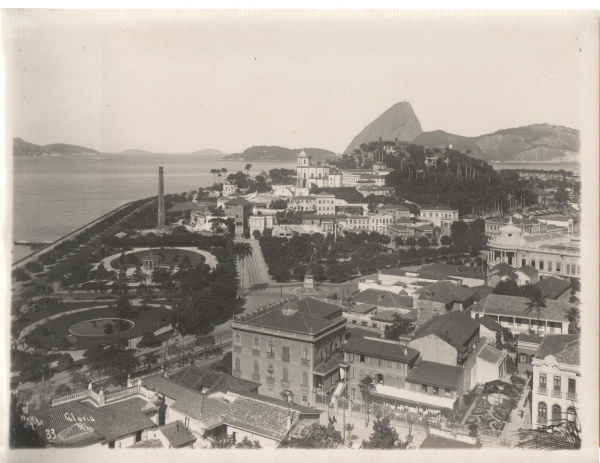
Foto de Augusto Malta, com vista do Outeiro e Villa Aymoré no canto direito.

A Família Real era devota da Nossa Senhora da Glória, e passou a frequentar a Igreja desde sua chegada ao Brasil. O encontro entre D. Pedro I e Maria Benedita de Castro Canto e Melo possivelmente aconteceu durante as festas dos futuros Barões ao palacete da Ladeira da Glória. Reza a lenda, que Imperador e a Baronesa transitavam por uma passagem privada que ligava a Igreja da N.S. da Glória do Outeiro ao sobrado que se encontrava no final da alameda de numeração 4 da Ladeira da Glória. Hoje, um pequeno trecho desse caminho pode ser encontrado na Villa Aymoré, e vestígios dele são vistos através dos túneis vedados localizados nos jardins do Outeiro.
Boaventura Delfim Pereira faleceu no ano de 1829, e sua esposa viveu no endereço até sua morte em 1857. 

### Investimentos na virada do século (1855-1910)
Em 1855, Cândido José Rodrigues Torres começou a alugar a chácara que pertencia à Irmandade, onde o aluguel explicitava que o terreno que o palacete ocupava não entrava no acordo, dando liberdade à Baronesa de Sorocaba a ter a possibilidade de vender a casa. Durante os últimos anos de sua vida, a Baronesa estava disposta à vender o casarão, mas a compra só foi de fato efetivada em 1860 (após a sua morte) por Joaquim José Ferreira. A negociação foi feita com o filho mais velho da Baronesa, Boaventura Delfim Pereira. Foi a partir desta aquisição que o imóvel fica compreendido como um só, do começo ao fim da alameda. Essa aquisição iniciou o ciclo de investimentos no local.
Esse novo proprietário comprou novos terrenos a volta, abrindo novas possibilidades. Construiu cinco casas na alameda que levava ao sobrado, dando tal importância ao proprietário que foi inclusive mencionado no romance Lucíola de José de Alencar: “O rico comerciante português José Joaquim Ferreira devia ser pessoa discreta e não frequentadora das rodas sociais da época, pois é ausente das notícias sociais dos periódicos vigentes. Quando adquiriu a chácara dos herdeiros da baronesa de Sorocaba já possuía imóvel vizinho, localizado na atual Rua Barão de Guaratiba”.
Joaquim José Ferreira faleceu em 1871, deixando a propriedade da Ladeira da Glória, 4, para seu genro, José Nunes Teixeira. Nunes Teixeira era um empresário com várias empresas, em uma das quais tinha dois sócios, Joaquim José Bernardes e Manoel Vicente Lisboa. Vicente Lisboa foi quem comprou a propriedade de Nunes Teixeira através de seu filho, Carlos Nunes Teixeira, no dia 1o de junho de 1896. Manoel Vicente Lisboa passou o título em 1900 – ano de sua morte – por doação para seu sócio e marido de sua sobrinha (em outros negócios), Antônio Mendes Campos.
A sociedade entre Manoel Vicente Lisboa e Antônio Mendes Campos se estendeu no mercado têxtil. Juntos, tinham três sociedades e uma delas tinha como ramo importar tecidos como “chita, brins e morins”. Essa empresa foi registrada como “O Aymoré”, nome que originou o da alameda onde ficava o palacete da Baronesa de Sorocaba e complexo de casas construído posteriormente.
Antônio Mendes Campos começou a ver possibilidades na indústria imobiliária, e se aventurou a locar os imóveis da Ladeira da Glória, no 4. As cinco casinhas construídas por José Joaquim Ferreira e o sobrado que morou o Barão e Baronesa foram comercializados, mas houve pouca demanda. Tão pouca foi a procura, que segmentou as salas do sobrado para alugueis individuais. Em 1906, o mesmo comprou o imóvel vizinho, de número 6, de Carlos Nunes Teixeira, e construiu uma casa para tornar sua residência.
Segundo Paulo Berger, o autor do dicionário de ruas, “Glória ao Cosme Velho”, o empresário Mendes Campos doou o terreno do palacete que dava na Rua do Catete ao então prefeito do Distrito Federal, Francisco Pereira Passos, para construir uma vila proletária. Esta ficou no local até a década de 1970, quando as construções do metrô começaram.
Já em 1910, Mendes Campos percebeu que o sobrado já não o rendia mais, e muito menos as cinco casas na Alameda Aymorés, e foi ai que se propôs a construir o complexo que denominou então como Villa Aymoré.

### A Construção da Villa Aymoré (1910-1917)
No dia 23 de junho de 1916, foi arquivado um pedido de licenciamento de obra que listava a propriedade de número 6. Contudo, essa documentação está incompleta. Se estima que o início das obras de construção da Villa Aymoré se deu em 1910, tendo seu término aproximadamente sete anos depois – quando os primeiros anúncios de locação foram encontrados por pesquisadores sobre os imóveis da Villa.
“Não conseguimos identificar o autor do projeto da Villa Aymoré, mas devemos reconhecer que era um hábil projetista da linha estética do ecletismo, com traços Art Nouveau. Profissional que fugiu da prática vigente de conceber-se uma casa e repeti-la várias vezes, tão comum nas vilas de nossa cidade. Agrupou duas casas em prédio sobrado de dois pavimentos e variou detalhes de ornamentação das fachadas e nas janelas tornando o conjunto gracioso, permitindo que o observador descubra esses pequenos detalhes que personaliza cada bloco”. – Victor Burton, “Villa Aymoré”, página 57
Além do prédio de número 6, na alameda instituída número 4, foram construídas nove casas numeradas de II à X. Cada uma foi dada uma nomenclatura indígena, mas sem expor os números de cada casa nas fachadas (como se é de hábito). Guarany, Tamoyo, Tupy, Juruna, Goytacazes, Kiriri, Carijó, Moema e Iracema foram os nomes selecionados pelo proprietário para cada casa individual. Em seu livro, “Villa Aymoré: Cidade, patrimônio e desenvolvimento”, a pesquisadora Renata Santos propõe que além da hereditariedade nativa Brasileira, alguns desses nomes permeavam literaturas da época, que provavelmente impactaram a emotividade do proprietário. A autora também propõe – pela falta da planta de construção – o mistério de nenhuma casa se chamar Aymoré: seria a casa I o prédio de número 6? E seria esse intencionado o nome Aymoré? Ou será que houve anteriormente uma outra edificação que era a casa I, e ao expandir o prédio do número 6, essa foi demolida?
Algumas perguntas permaneceram sem resposta, mas o fato é que Antônio Mendes Campos construiu a Villa muito próxima da forma que vemos ela hoje em dia, e que seu intuito com esse complexo foi de investimento.

### Villa Aymoré no século XX (1917-2010)
Desde a aquisição de Antônio Mendes Campos, a Villa Aymoré continuou na família até 2010. A construção do número 6 permaneceu como residência da família, em particular à sua filha, Maria José Campos Seabra, casada com Democrito Lartigau Seabra, que comprou o complexo inteiro da herança compartilhada pelos irmãos em 1926.
A vila foi composta de casas de alto luxo, alugadas ao longo do tempo, com a finalidade de residências, para famílias distintas. O sobrado, no final da alameda continuou da forma que estava até meados de 1960, quando desmoronou, e até 2010, o terreno ficou vazio, como parte da propriedade da família. Foi ao redor dos anos de 1980 que foram encontrados os últimos classificados para as casas da Villa Aymoré. A este ponto, as casas amarelas começaram a degradar, e por fim, tiveram que ser evacuadas. Já a casa da frente, acabou sendo ocupada pelo Hotel Turístico da Glória, que abriu suas portas até 2010, quando o complexo inteiro foi comprado pela Landmark Properties da família Seabra.
Ao passar do tempo, os números da Ladeira da Glória foram alterados. A casa de número 6 passou a ser o número 18, e em 1950, foram revisadas para o número 36 da Ladeira da Glória. Já o complexo de número 4 adquiriram o número 14, e na década de 50 passou a ser o número 26. Hoje, a Villa Aymoré continua com a mesma numeração: Ladeira da Glória, 26.

### Uma nova vida: A aquisição e restauro da Villa Aymoré (2010-hoje)
O restauro da Villa Aymoré foi fortemente acompanhado pelo IPHAN, que documentou e arquivou todo o material arqueológico do terreno encontrados tanto nas casas amarelas quanto no terreno onde uma vez ficou o palacete. Foram dois períodos de trabalho arqueológico. O primeiro se deu pelo escavação e arquivamento que teve início em 2011 e a duração de 6 meses, e o segundo que começou com o levantamento da pesquisa arquitetônica e acompanhamento na reconstrução. Todas as fachadas foram preservadas, com a exceção do palacete, pois este já tinha sido demolido, e construíram um prédio novo, de arquitetura contemporânea, no local desde.
Ao reinaugurar a Villa Aymoré em 2015, os sócios da Landmark Properties, a atual proprietária do conjunto, mantiveram o esquema proposto por Antônio Mendes Campos e sua família: o complexo não seria posto a venda separadamente, para que houvesse controle sobre a preservação do conjunto como um todo. Hoje funcionam escritórios diversos e um espaço dedicado à arte, cuja proposta é mantê-la aberta ao público sem custos.

## Galeria Aymoré
A Galeria Aymoré é um espaço para encontro e conversa sobre arte de caráter institucional que se constitui através das parcerias com o Arte Clube Jacaranda e o Instituto PIPA - ambos grandes influenciadores da arte contemporânea brasileira. O espaço é dedicado para exposições dos mais variados tópicos, com curadorias elaboradas tanto pelo Jacaranda, Instituto PIPA, assim como através da abertura da casa para projetos externos.
Além de propor exposições, a Galeria, em parceria com as diversas plataformas, construiu um acervo de obras e intervenções permanentes ao longo do espaço. Já vemos aqui a primeira obra de espaço público da artista Iole de Freitas, e a primeira obra permanente do artista Henrique Oliveira, além de obras de Arjan Martins, Jan Vormann e José Bechara.

### Obras permanentes
As obras encontradas na Villa Aymoré vêm de um esforço coletivo, entre artistas do Arte Clube Jacaranda, o Instituto PIPA e a própria Villa.
| Artista           | Título                 | Ano         | Material                                        | Dimensão      | Acervo                                |
| ----------------- | ---------------------- | ----------- | ----------------------------------------------- | ------------- | ------------------------------------- |
| Arjan Martins     | Rio Setecentista       | 2016        | Acrílica sobre tela                             | 310 x 200 cm  | Instituto PIPA                        |
| Henrique Oliveira | Em construção          | 2018        | Madeira                                         | 5 x 7.5 x 3 m | Instituto PIPA                        |
| Iole de Freitas   | Sem Título             | 2016        | Aço Cortém e policarbonato                      | 20 x 6 x 2 m  | Landmark Properties/Jacaranda         |
| Jan Vormann       | Dispatch Work          | 2017        | Lego                                            | 1 x 1 x 1 m   | Dispatchwork/Jan Vormann/Villa Aymoré |
| José Bechara      | Núvem para Meia Altura | 2012 - 2015 | Lâmpadas, vidro, papel glassine, e cabos de aço | 3 x 2 x 2 m   | Acervo José Bechara                   |

### Exposições
| Exposição                             | Artistas | Curador                | Organização                      | Data                                          |
| ------------------------------------- | --- | ---------------------- | -------------------------------- | --------------------------------------------- |
| Do Clube à Praça                      | Afonso Tostes, Angelo Venosa, Arjan Martins, Barrão, Carlito Carvalhosa, Cadu, Carlos Vergara, Cabelo, Chiara Banfi, Daisy Xavier, Daniel Senise, Everardo Miranda, Franklin Cassaro, Gabriela Machado, Iole de Freitas, José Bechara, Lucia Koch, Luiz Zerbini, Marcos Chaves, Mariana Manhães, Oskar Metsavaht, Paulo Vivacqua, Tomás Ribas, Vicente de Mello, Raul Mourão, Rato BranKo, Vik Muniz e Waltercio Caldas | Luisa Duarte           | Jacaranda                        | 22 de junho de 2016 29 de agosto de 2016      |
| Indelével                             | Iole de Freitas, Janaina Tschape, Lenora de Barros, Maria Laet e Virginia de Medeiros | Vicente de Mello       | Jacaranda                        | 29 de setembro de 2016 15 de novembro de 2016 |
| Projeto Piauí                         | Alexandre Canonico, Bruno Dunley, Isabel Diegues, Luis Barbieri, Marina Rheingantz, Mauro Restiffe e Paloma Bosquê | Isabel Diegues         | Jacaranda                        | 27 de novembro de 2016 22 de janeiro de 2017  |
| Sorria!                               | Alvaro Seixas, Bruno Drolshagen, Daniel Lannes, Geraldo Marcolini, Gustavo Speridião, Juia Debasse, Mayla Goerisch, Pedro Meyer, Rafael Alonso, Rodrigo Martins e Tatiana Chaloub | Fernanda Lopes         | Jacaranda                        | 3 de junho de 2017 2 de julho de 2017         |
| (dis)placement                        | Alice Quaresma, Andrea Castillo, Angela Chen, Dana Davenport, Ismene King, Jill Miller, Kailum Graves, Kiriaki Hajiloizis, Luiz D’Orey, Manoela Medeiros, Marcia Thompson, Marko Zubak, Mercedes Lachmann e Romain Dumesnil | Gabriela Davies        | Galeria Aymoré + Gabriela Davies | 6 de julho de 2017 4 de agosto de 2017        |
| GRID                                  | Amalia Giacomini, Ana Holck, André Komatsu, Brígida Baltar, Carlos Vergara, Daniel Senise, Fabio Cardoso, Geraldo de Barros, Jose Bechara, Lucia Koch, Luiz Zerbini, Nicolás Robbio, Paulo Climachauska,Rafael Alonso e Raul Mourão | Felipe Scovino         | Jacaranda                        | 9 de setembro de 2017 24 de setembro de 2017  |
| Artur, Janina, Marco e Pedro          | Artur Chaves, Janina McQuoid, Marco Veloso e Pedro França | Daniel Senise          | Jacaranda                        | 30 de setembro de 2017 15 de outubro de 2017  |
| Projeto Cavalo: Quadrívium 8 Patas    | Adriano Motta, Cadu, Eduardo Berliner e Paulo Vivacqua | -                      | Jacaranda                        | 16 de dezembro de 2017 31 de janeiro de 2018  |
| Depois do Fim; Antes do Começo        | Berna Reale, Cadu, Luciana Magno, Paulo Nazareth, Paulo Nimer Pjota e Rodrigo Braga | Luiz Camillo Osorio    | Instituto PIPA                   | 7 de março de 2018 19 de maio de 2018         |
| Interfluxos: Colapso como Perspectiva | Anita Sobar, Denise Adams, Diana Kolker, Karen Aquini, Lívia Moura, Não Fui Eu (colaboração de Carlos Vergara e Raul Mourão) | Luiz Guilherme Vergara | Jacaranda                        | 2 de junho de 2018 28 de junho de 2018        |
| Cá Entre Nós                          | Analu Cunha, Brígida Baltar, Carla Guagliardi, Eduardo Coimbra, João Modé, Marcia Thompson, Marcos Chaves, Raul Mourão e Ricardo Basbaum | Paula Terra-Neale      | Galeria Aymoré + Terra Arte      | 5 de julho de 2018 29 de julho de 2018        |
| Achados e Perdidos                    | Berna Reale, Marco Antonio Portella, Paulo Nazareth, Shima e Virgínia de Medeiros | Luiz Camillo Osorio    | Instituto PIPA                   | 28 de maio de 2018 25 de agosto de 2018       |
| 6 Exposições: Foto Rio Resiste        | Bruno Morais, Chico Amaral, Claudia Mauad e Bruna Andrade, Julieta Schildknecht, Lula Buarque de Holanda e Tatiana Altberg (colaboração Raquel Tamaio) | Comitê FotoRio         | Galeria Aymoré + FotoRio         | 2 de agosto de 2018 23 de setembro de 2018    |
| Farra dos Guardanapos                 | Gabriel Giucci | Gabriela Davies        | Galeria Aymoré                   | 1 de setembro de 2018 25 de novembro de 2018  |
| Mufa Caos                             | Barrão | Luiza Mello            | Jacaranda                        | 28 de setembro de 2018 25 de novembro de 2018 |

### Instituto PIPA
O Instituto PIPA foi criado em 2010 para apoiar, ajudar a documentar e promover o desenvolvimento da Arte Contemporânea Brasileira. O Prêmio PIPA, a primeira iniciativa do Instituto, se tornou ao longo dos anos muito mais do que apenas uma premiação, criando um grande banco de dados sobre a arte contemporânea brasileira.
O Prêmio PIPA, a primeira iniciativa do Instituto, se tornou ao longo dos anos mais do que apenas um prêmio brasileiro de arte contemporânea. Tanto os catálogos como os sites, www.premiopipa.com e www.pipaprize.com constituem uma plataforma de pesquisa importante, usada por colecionadores, curadores e galeristas, brasileiros e estrangeiros. Os sites apresentam uma programação diária de eventos culturais, textos críticos, bem como entrevistas em vídeo e páginas biográficas de mais de 350 artistas que participaram das oito primeiras edições do Prêmio desde sua primeira edição. Esse número aumenta a cada ano com novos indicados ao Prêmio. Este material exclusivo é o que torna o PIPA “a janela para a arte contemporânea brasileira”.
Em 2016, Luiz Camillo Osorio tornou-se o curador do Instituto intensificando o processo de comissionamento e aquisições. Para direcionar a coleção o tema escolhido foi “Deslocamento”.

### Arte Clube Jacaranda e Revista Jacaranda
O Arte Clube Jacaranda é a casa do grupo de artistas brasileiros que tem como objetivo dominar o circuito internacional de arte. Eles se encontram, promovem conversas e workshops, exposições, e contemplação sobre o papel da arte hoje. Para expor o material de arte contemporânea produzida no Brasil, o grupo produz uma revista bianual com textos e referências sobre artistas importantes do cenário atual. A revista é publicada em inglês e português, com a finalidade de propagação internacional gratuita. O editor-chefe da revista é Raul Mourão, que conta com a colaboração de um editor convidado à cada edição
| Número                                            | Data           | Artista | Autores |
| ------------------------------------------------- | -------------- | --- | --- |
| No 0                                              | Primavera 2015 | Luiz Zerbini Carlito Carvalhosa Carlos Vergara Afonso Tostes Arjan Martins Lucia Koch Hélio Oiticica                            | Jorge Emanuel Espinho Lorenzo Mammí Luiz Camillo Osorio Bernardo Mosqueira Alexandra L. Coelho Douglas de Freitas Frederico Coelho |
| No 1                                              | Verão 2015     | Emauel Nassar Lenora de Barros Marcos Chaves José Bechara Janaina Tschape Daniel Senise Marcelo Cidade Área Experimental MAM    | Tadeu Chiarelli Audrey Furlaneto Ligia Canongia Jacopo Crivelli Visconti Rafael Vogt Maia Rosa Michael Ashbury Felipe Scovino Fernanda Lopes |
| No 2                                              | Outono 2016    | Barrão Antonio Dias Cadu Carmela Gross Eduardo Berliner Mauro Restiffe Vik Muniz Geraldo de Barros                              | Felipe Scovino Paulo Sergio Duarte Hornito's Diary Marta Bogéa Valter Hugo Mãe Agnaldo Farias Luisa Duarte Paulo Herkenhoff |
| No 3                                              | Primavera 2016 | Cabelo Virgínia de Medeiros Basta! Rodrigo Matheus Marcius Galan Jacaranda Project Space Vicente de Mello Wally Salomão         | Frederico Coelho - Claudia Calirman Lucrecia Zappi Kiki Mazzucchelli Luisa Duarte Waldir Barreto Antonio Sergio Bessa |
| No 4                                              | Outono 2017    | Marcone Moreira Gustavo Speridião Rodrigo Braga Rafael Alonso Maria Laet Caio Reisewitz Arthur Lescher Daniel Steegmann Tunga   | Moacir dos Anjos Guilherme Gutman Daniel Rangel Alvaro Seixas Luisa Duarte Guilherme Wisnik Agnaldo Farias Fábio Zucker Michael Ashbury |
| No 5                                              | Primavera 2017 | André Komatsu Rochelle Costi Henrique Oliveira Judith Lauand Felipe Cohen Guilherme Vaz Valeska Soares Angelo Venosa Malasartes | Jacopo Crivelli Visconti Bernardo Mosqueira Felipe Scovino Aliza Edelman Wagner Malta Tavares Franz Manata Suzana Velasco Daniela Name Frederico Coelho |
| No 6 Edição Especial: Brazilian Art Under Attack! | Outono 2018    | - | Luisa Duarte Susana Velasco Moacir dos Anjos Sérgio Bruno Martins Luiz Camillo Osorio Daniela Labra Frederico Coelho Michelle Sommer Marisa Flórido Cesar Maria Angélica Melendi e Lais Myrra Daniela Name Clarissa Diniz Marcelo Campos Ronaldo Lemos Bernardo Mosqueira Gaudêncio Fidélis Suely Rolnik |